# Ichneumon rufitarsis
Ichneumon rufitarsis là một loài tò vò trong họ Ichneumonidae.